# Борки (Белгородская область)
Борки — село в Валуйском районе Белгородской области. Центр Борчанского сельского поселения, в который также входят села Сухарево, Кургашки, Карабаново, Новопетровка и хутор Бабка.

## История

### Происхождение названия
Там, где сливаются в одно русло реки Сухая и Мокрая Казинка, на заселенных склонах долин рек в XVII—XVIII вв. встречались небольшие вечнозеленые островки меловой сосны… Поселенную среди борков слободу своих подданных князь Петр Голицын назвал Петровской, но в народе её стали звать Борками.
Со временем в названии Борки ударение перекочевало с «и» на «о». 

### Исторический очерк
Появление села вероятно относится к концу 1750-х годов. В одном из документов архива древних актов России упоминается «Новопоселенная слобода Борок Валуйского уезда» в 1759 г. В 1900 г. сл. Борки (Петровское) «при озере Казинке в Уразовской волости Валуйского уезда — 431 двор, 2714 слобожан, церковь, 2 общественных здания, земская школа, маслобойный завод, крупорушка, 3 мелочные и винная лавки, постоялый двор, 4 ярмарки».
В 1926—1928 гг. слобода (позже село) — центр сельсовета в Уразовском районе Белгородской области.
В 1932 г. в сл. Борки было 1829 жителей. В сельсовет входили с Сухарево и 3 хутора. В 1948 г. в Борках при сельском клубе организовали избу-читальню, собрав у селян сотню книг.
В августе 1950 г. открыли библиотеку при сельском клубе с книжным фондам — «тысяча названий» и 312 читателями. Позже библиотеке выделили просторную комнату в новом Доме культуры. В 1980-е гг. книжный фонд составлял почти 15 тысяч, а число читателей выросло до 652.
В 1979 г. в Борках жило 987 чел., в 1989—940 (498 муж. и 442 жен.).
В начале 1990-х гг. с. Борки — центр сельсовета (2 села и хутор) и центр колхоза им. Т. Г. Шевченко (406 колхозников), занятого растениеводством и животноводством. К началу 1998 г. в Борках было 1059 жителей и 310 хозяйств.